# Indisch Genootschap
Het Indisch Genootschap (1854-1940) was opgericht als liberale tegenhanger van het conservatievere Koninklijk Instituut voor de taal-, Land- en Volkenkunde (KITLV). Voorzitter was J.P. Cornets de Groot. Mede-oprichters waren onder andere G.M. van der Linden, O.C. Baron Holmberg de Beckfelt en P.J. Veth. Op 22 juni 1854 was de oprichtingsvergadering in gebouw Diligentia in Den Haag. Er waren toen dertig leden. Men besloot zich Indisch Genootschap te noemen onder de zinspreuk “Onderzoek leidt tot waarheid”. Nadrukkelijk wilde het genootschap zich niet alleen tot Nederlands Oost-Indië beperken, maar ook de gebieden in West-Indië (Suriname en de Caraïben). In de Handelingen van het genootschap wordt dat duidelijk gemaakt.
Het doel van het genootschap was gelegenheid te geven tot beoefening en bespreking van economisch-politieke onderwerpen. In de praktijk bleken de voornaamste activiteiten van het Genootschap de algemene ledenvergaderingen te zijn en de opbouw van de bibliotheek. Op de algemene vergaderingen werden lezingen over actuele politieke of sociaal-economische koloniale problemen gegeven.
Het KITLV was drie jaar eerder in Delft opgericht als Koninklijk Instituut voor de Taal-, Land- en Volkenkunde van Neêrlandsch Indië. In Delft werkte hoogleraar Taco Roorda aan de Koninklijke Academie te Delft en bestond de grootste behoefte aan een infrastructuur voor de Indonesische studiën. De activiteiten van het KITLV beperkten zich in hoofdzaak tot de uitgave van wetenschappelijke publicaties en van zijn tijdschrift, de Bijdragen. Zij legden in tegenstelling tot het Indisch Genootschap geen bibliotheek aan. Het eerste boek dat het - twaalf jaar na zijn oprichting - kocht, was een kasboek. De bibliotheek van het genootschap groeide gestaag en omvatte in 1864 zo'n 1500 titels.
In 1864 - toen de Koninklijke Academie geherstructureerd werd (de Academie werd gesplitst in de Polytechnische School en een opleiding voor koloniale ambtenaren) en haar academische (niet-technische) taken werden toevertrouwd aan de Universiteit Leiden - ging het KITLV in eerste instantie niet mee; het werd overgeplaatst naar Den Haag. Door de aanwezigheid van een universiteitsbibliotheek in Leiden werd de behoefte aan het KITLV in Leiden minder groot geacht. Omdat de universiteit Leiden zich vooral richtte op de academische taken, en niet zozeer op de beroepsopleiding van de Indische ambtenaar, werd in Delft in 1864 de Indische Instelling opgericht.
Het tien jaar daarvoor opgerichte Indisch Genootschap betrok vanaf 1868 samen met het KITVL een pand aan de Lange Poten in Den Haag. De bibliotheek van het genootschap werd op verzoek van het KITVL voor gemeenschappelijk gebruik ter beschikking gesteld. In 1908 fuseerden de bibliotheken van beide organisaties (die dus hoofdzakelijk afkomstig was van het Indisch Genootschap) en ontstond de Koloniale Bibliotheek. Deze bibliotheek was gevestigd in de voormalige bewaarschool van de Maatschappij tot Nut van 't Algemeen aan de Van Galenstraat 14. Uit de catalogus van 1869 blijkt dat de collectie op dat moment ca. 2000 boeken omvatte. In 1966 werd het KITLV overgebracht naar Leiden en gehuisvest bij de universiteit. Op 1 juli 2014 werd het beheer van de bibliotheek overgedragen aan de Universitaire Bibliotheken Leiden.
Na 1908 hield het Genootschap zich hoofdzakelijk bezig met lezingen. Door financiële moeilijkheden hield het genootschap in 1940 op te bestaan.

## Indisch Genootschap UOR (1949-1952)
Het Indisch Genootschap trachtte de gemeenschappelijke belangen van Indonesië, Suriname en de Ned. Antillen in verband met die van het Rijk in Europa, en de belangstelling daarvoor, te bevorderen, in het bijzonder door: a. het verspreiden van kennis op indisch gebied; b. het uitbrengen van adviezen; c. het onderhouden van betrekkingen met instellingen en personen in binnen- en buitenland, wier arbeid geheel of ten deele ligt op indisch gebied [Staatsalmanak 1949, 1951]. Dit genootschap heeft bestaan van 1949 tot 1952 en was een onderdeel van het Ministerie van Uniezaken en Overzeese Rijksdelen (UOR). Ter onderscheid met het genootschap van voor de Tweede Wereldoorlog wordt aan de naam meestal de afkorting UOR toegevoegd.